# Somen Tchoyi
Somen Alfed Tchoyi (ur. 29 marca 1983 w Duali) – kameruński piłkarz występujący na pozycji pomocnika, reprezentant Kamerunu w latach 2008–2011.

## Kariera klubowa
Karierę piłkarską Tchoyi rozpoczął w klubie PMUC Duala, wywodzącego się z jego rodzinnej Duali. W 2004 roku jako gracz Union Duala zadebiutował w Première Division i w rodzimej lidze grał przez rok. W drugiej połowie 2004 roku był zawodnikiem LB Châteauroux B. W 2005 roku wyjechał do Norwegii, do tamtejszego klubu Odds BK. W pierwszej lidze norweskiej zadebiutował 10 kwietnia 2005 w zremisowanym 1:1 domowym meczu z Tromsø IL. W Odds BK grał do lata 2006 roku.
Kolejnym klubem w karierze Tchoyiego był Stabæk Fotball. Swoje pierwsze spotkanie w tej drużynie rozegrał 2 lipca 2006 w zwycięskim 2:0 spotkaniu z Molde FK. Był podstawowym zawodnikiem Stabæku. W 2007 roku wywalczył z tym klubem wicemistrzostwo kraju. W Stabæku grał także przez pół sezonie 2008, w którym klub ten został po raz pierwszy w historii mistrzem Norwegii oraz został finalistą Pucharu Norwegii.
Latem 2008 Kameruńczyk przeszedł za sumę 2 milionów euro do austriackiego Red Bull Salzburg. W austriackiej Bundeslidze zadebiutował 9 lipca 2008 w wygranym 6:0 meczu z SV Mattersburg i w 11. minucie tego meczu zdobył gola. W całym sezonie 2008/09 zdobył 6 goli i został z Red Bullem mistrzostwo Austrii. W 2010 roku obronił tytuł mistrzowski.
Latem 2010 Tchoyi przeszedł do West Bromwich Albion FC. W Premier League zadebiutował 29 sierpnia 2010 w przegranym 0:1 wyjazdowym meczu z Liverpool FC. 16 października w meczu z Manchesterem United (2:2) strzelił pierwszego swojego gola w lidze angielskiej.
Statystyki kariery
| Sezon   | Klub                 | Kraj     | Rozgrywki         | Mecze | Bramki |
| ------- | -------------------- | -------- | ----------------- | ----- | ------ |
| 2004    | Union Duala          | Kamerun  | Première Division | ?     | ?      |
| 2005    | Odds BK              | Norwegia | Tippeligaen       | 22    | 1      |
| 2006    | Odds BK              | Norwegia | Tippeligaen       | 8     | 0      |
| 2006    | Stabæk Fotball       | Norwegia | Tippeligaen       | 15    | 3      |
| 2007    | Stabæk Fotball       | Norwegia | Tippeligaen       | 26    | 4      |
| 2008    | Stabæk Fotball       | Norwegia | Tippeligaen       | 8     | 1      |
| 2008/09 | Red Bull Salzburg    | Austria  | Bundesliga        | 32    | 6      |
| 2009/10 | Red Bull Salzburg    | Austria  | Bundesliga        | 36    | 8      |
| 2010/11 | West Bromwich Albion | Anglia   | Premier League    | 23    | 6      |
| 2011/12 | West Bromwich Albion | Anglia   | Premier League    | 18    | 1      |
| 2012/13 | FC Augsburg          | Niemcy   | Bundesliga        | 2     | 0      |

## Kariera reprezentacyjna
W reprezentacji Kamerunu Tchoyi zadebiutował 6 września 2008 roku w wygranym 2:1 spotkaniu kwalifikacji Mistrzostw Świata 2010 z Republiką Zielonego Przylądka.